# Virgil Madgearu
Virgil Madgearu (Galati, 14 de diciembre de 1887-bosque de Snagov, 27 de noviembre de 1940) fue un político y economista rumano.

## Biografía
Nacido el 14 de diciembre de 1887 en Galati, estudió en la Universidad de Leipzig.
Editor de la revista Independenţa economică, influyó a través de esta en la propagación en Rumanía del pensamiento cooperativista. Miembro y principal ideólogo del Partido Nacional Campesino, llegaría a defender una combinación de una ideología de libre mercado con el agrarianismo. Ocupó el cargo de ministro de Industria y Comercio en dos ocasiones (entre 1928 y 1929 y en 1930), el de Comunicaciones y también el de Finanzas en 1929, así como el de Agricultura entre 1930 y 1931.
Fue asesinado el 27 de noviembre de 1940 en el bosque de Snagov por militantes de la Guardia de Hierro de Horia Sima.